# Badia-a-Isola-Meister

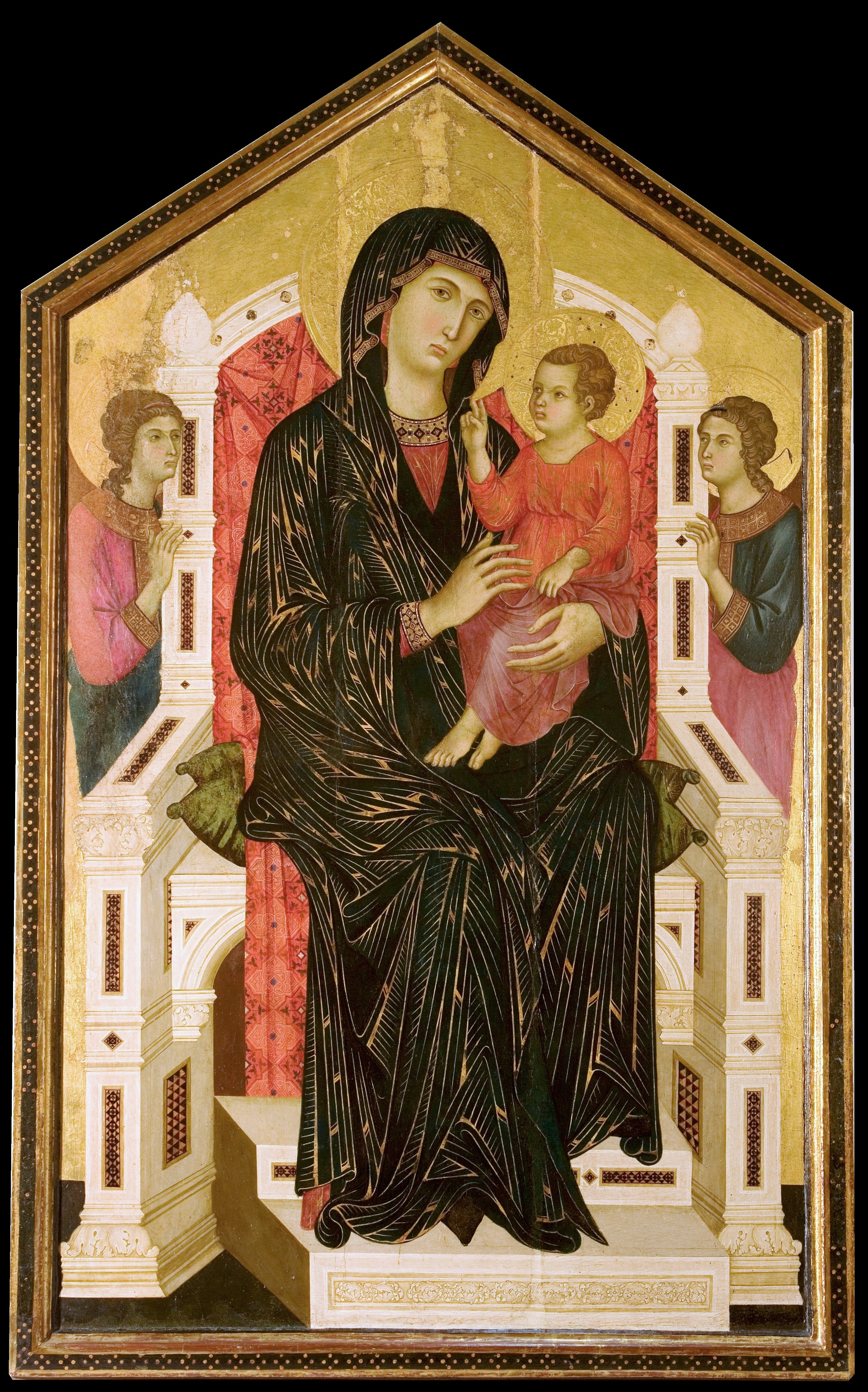
Badia-a-Isola-Meister: Madonna mit Kind und zwei Engeln, Italien, um 1280/1300

Als Badia-a-Isola-Meister (oder Meister von Badia a Isola, Meister der Badia a Isola) wird der italienische Maler aus dem 13. Jahrhundert bezeichnet, der eine Madonna mit Kind und zwei Engeln für die Abteilkirche SS. Salvatore e Cirino in Badia a Isola in Monteriggioni in der Toskana gemalt hat. Er war wohl zwischen 1290 und 1320 in Oberitalien tätig. Er gilt als ein früher Nachfolger von Duccio di Buoninsegna (ca. 1255–1319) aus Siena.

## Stil
Der Badia-a-Isola-Meister steht dem neuen Stil Duccios nahe, auch seine späteren Werke zeigen, dass er dessen Entwicklung verfolgt hat. Trotzdem bleibt sein Schaffen in Tradition beruhend, was die konservative Mischung seiner auch an den Hauptmeister der sienesischen Malerei Guido da Siena angelehnten Arbeitsweise mit Neuerungen des „Innovators“ Duccio zeigen kann. In seinen späteren Werken scheint der Badia-a-Isola-Meister jedoch noch mehr zurückhaltend und weniger impulsiv als dies bei seinen ersten Werken zu erkennen ist.

## Werk
- Madonna mit Kind und zwei Engeln, aus der Abteilkirche SS. Salvatore e Cirino, Badia a Isola (Abbadia Isola), befindet sich heute im Museo Civico e Diocesano d’Arte Sacra, Colle di Val d’Elsa[3]

Die Anzahl weiterer Werke, die dem Badia-a-Isola-Meister zuzuschreiben sind, ist nicht fest. Im Allgemeinen werden folgende Werke von den meisten Experten gemeinsam anerkannt:
- Madonna mit Kind, ehemals Kollektion Claudio Argentieri, Spoleto
- Madonna mit Kind, Pinacoteca, Siena N. 593
- Madonna mit Kind, Indianapolis Museum of Art, Indianapolis (IN), The Clowes Fund Collection, 2009.52
- Marienaltar mit Heiligen (Polyptychon)
  - Madonna mit Kind: Rijksmuseum Amsterdam (Leihgabe Catharijneconvent, Utrecht)[9]
  - Johannes der Täufer: Wallraf-Richartz-Museum & Fondation Corboud (Inv. Nr. 608)[10]
  - Die Heiligen Petrus, Paulus, Johannes der Evangelist: Mount Holyoke College, Massachusetts[11]
  - Giebelaufsatz: Staatsgalerie Stuttgart, Leihgabe aus Privatbesitz[12]

## Identität
Die Identität des namentlich nicht bekannten Badia-a-Isola-Meister wird in Fachkreisen weiter untersucht. So soll er z. B. mit Salerno di Coppo gleichzusetzen sein. Manche der ihm zugeschriebenen Gemälde wurden oder werden auch als Frühwerke Duccios selbst angesehen, was jedoch nicht allgemein anerkannt scheint.